# Clésio Moreira dos Santos
Clésio Moreira dos Santos (Palhoça, 8 de enero de 1958), más conocido como Margarida, es un árbitro de fútbol brasileño, que alcanzó fama mundial gracias a su actuación afeminada y bailarina como árbitro en un vídeo de YouTube.
Su formación como árbitro comenzó en 1988. En 1992 tuvo la idea de crear un personaje atípico. Hasta 1994 trabajó en su estilo. Como modelo de su papel tomó, según todas sus descripciones, a tres colegas, aunque los nombres cambian. El Margarida original, Jorge José Emiliano dos Santos (1954-1995) de Río de Janeiro, siempre aparece mencionado. Otros son Roberto Nunes Morgado (1945/46-1988/89) de São Paulo, Alvir Renzi de Blumenau y Armando Marques (* 1930). Su marca característica son sus movimientos y gestos surreales, afeminamiento, manierismo, así como el «salto de gacela», la carrera de espalas, el estirarse hacia atrás cuando saca la tarjeta amarilla o roja y el sacar el trasero. Al contrario que el Margarida original, comenzó a ponerse uniforme rosa para darle a todo una connotación diferente y como innovación en la visibilidad del árbitro. Quiere sobre todo resultar un personaje divertido.
Sus actuaciones comenzaron tras un campeonato en la segunda división del Campeonato Catarinense de Futebol del estado de Santa Catarina en 1994. Posteriormente se le contrató para cuatro juegos de un grupo de Florianópolis contra equipos mexicanos y volvió a serlo el año siguiente. Reportajes sobre Moreira han aparecido en la cadena Sistema Brasileiro de Televisão (SBT), en el programa de los presentadores Gugu Liberato y Hebe Camargo, así como en los programas Fantástico, Globo Esporte y Jornal da Globo; en la cadena Rede Globo ha sido entrevistado por los presentadores Ana Maria Braga y Jô Soares, en la cadena Rede Bandeirantes por Jorge Kajuru y en la cadena Rede Record por Milton Neves. También hizo un tour de 16 países.
Su función oficial como árbitro finalizó en 2004. Sigue arbitrando en algunos partidos amistosos y de beneficencia. Por lo demás, trabaja como responsable de turismo de la ciudad de Palhoça, en la región metropolitana de Florianópolis. En 2008 fue candidato a concejal.
Moreira dos Santos es heterosexual, está casado y tiene tres hijos.